# Alles Verbrecher – Eiskalte Liebe
Alles Verbrecher – Eiskalte Liebe ist eine deutsche Krimikomödie von Jürgen Bretzinger aus dem Jahr 2014. Das Erste kündigte den Film mit folgenden Worten an: „Sie: eine erfahrene Füchsin mit dem modischen Gespür eines Zufallsgenerators. Er: ein italienischer Schönling, der alle amerikanischen Action-Filme mit der Muttermilch aufgesogen hat. Zusammen jagen Herta und Marco Verbrecher.“ Ulrike Krumbiegel ist als Herta Frohwitter besetzt, Daniel Rodic als Marco Petrassi. Die Haupt-Gaststars sind Petra Kleinert, René Hofschneider, Anke Sevenich, Petra Zieser und Sybille J. Schedwill.
2015 wurde die Fortsetzung Alles Verbrecher – Leiche im Keller gesendet.

## Handlung
Marco Petrassi tritt an seinem ersten Arbeitstag gleich in ein Fettnäpfchen, als er die Kriminalhauptkommissarin Herta Frohwitter für die Sekretärin hält. Ihr erster gemeinsamer Einsatz führt das Duo zur Frankfurter Hochzeitsmesse, wo „Klein Rüdiger“ vermisst wird. Es stellt sich heraus, dass es sich nicht um ein Kind handelt, sondern um einen Bräutigam, der offenbar kalte Füße bekommen hat und die Flucht ergriffen hat. Bei der sitzengelassenen drallen Braut Rosi Döpfner handelt es sich um eine reiche Hotelbesitzerin. Die Auswertung der Videoüberwachung offenbart, dass der Mann ein Heiratsschwindler ist, der unter verschiedenen Namen agiert und es drei weitere wohlhabende Frauen gibt, die nunmehr gemeinsam auf Rache sinnen. Bei den Damen handelt es sich um die erfolgreiche Unternehmerin Sabine Wetzel, die Kosmetik-Erbin Ursula Semmelmann und die Polarforscherin Dr. Wilma Castorff.
Das ungleiche Ermittlerpaar Frohwitter und Petrassi rettet den Heiratsschwindler, bei dem es sich um den Yogalehrer Rüdiger Vogelsang handelt, aus dem Inneren einer überdimensionierten Hochzeitstorte aus Eis, die auf der Messe präsentiert werden sollte. Er kommt mit Unterkühlung ins Krankenhaus. Döpfner, die Hotelbesitzerin, scheint indessen mit Rüdiger versöhnt und schlägt scheinheilig vor, dass er seine Genesung in einer Suite ihres Hotels fortsetzen solle. Er fällt auf den Racheplan der vier geprellten Damen herein und landet dieses Mal im Kühlhaus des Hotels.
Frohwitter und Petrassi befreien den Heiratsschwindler abermals aus seiner misslichen Situation. Die Damen dagegen behaupten, dass Vogelsang freiwillig zu Studienzwecken in der Kühlkammer gesessen habe. Wenig später flieht Rüdiger Vogelsang aus dem Krankenhaus und versinkt durch ein von ihr selbst unbemerktes Ungeschick einer Kranführerin in flüssigem Beton, wo er den Tod findet, was aber nicht nur von den Kommissaren unbemerkt bleibt.
Zu guter Letzt erzielt Marco Petrassi den Hauptpreis eines Gewinnspiels auf der Hochzeitsmesse – eine Reise auf die Malediven – gemeinsam mit seiner Partnerin Herta Frohwitter.

## Produktion

### Musik im Film
- Be My Baby – The Ronettes
- Sexy and I Know It – LMFAO
- Early Bird – André Brasseur
- My Heart Will Go On – Céline Dion
- Don’t Stop Believin’ – Journey
- Just Dance – Lady Gaga
- Somethin’ Stupid – Robbie Williams und Nicole Kidman
- Love Is a Losing Game – Amy Winehouse
- Stand by Your Man – Tammy Wynette
- Mr. Bombastic – Shaggy

### Veröffentlichung
Alles Verbrecher – Eiskalte Liebe hatte am 17. April 2014 in Deutschland Premiere im  Programm der ARD Das Erste.

## Rezeption

### Einschaltquote
Der Film wurde bei seiner Erstausstrahlung von 3,62 Millionen Zuschauern gesehen, was einem Marktanteil von 12,2 Prozent entsprach.

### Kritik
Der Fernseh- und Filmkritiker Tilmann P. Gangloff, der den Film für tittelbach.tv bewertete, gab drei von sechs möglichen Sternen und befand, dass die Umsetzung „recht harmlos“ ausgefallen sei und vertrat die Ansicht, dass man der Produktion ansehe, dass sie ursprünglich für den Vorabend konzipiert worden sei. Gangloff führte aus: „Da die Geschichte eher belanglos ist, lebt der Film umso mehr von den Hauptfiguren, die als ‚Brain & Body‘ einen reizvollen Kontrast darstellen. Gerade Ulrike Krumbiegel ist als ältliche Ermittlerin sehenswert […] mit ihrer an die 60er Jahre erinnernden Aufmachung und dem alten VW-Jetta, mit dem sie im Kriechgang durch Frankfurt schleicht, [und] durch liebevoll erdachte Details charakterisiert wird. Als Ermittlerin setzt die Hauptkommissarin lieber auf ihre kleinen grauen Zellen, während sich der nicht mal halb so alte Kollege, ein durchtrainierter Großstadtcowboy, der allerdings bloß aus Offenbach kommt, lieber auf kleine elektronische Helfer verlässt.“
Heike Hupertz schrieb in der Frankfurter Allgemeinen, die ARD produziere „wirklich unfassbare Komödien“. Der Film Alles Verbrecher – Eiskalte Liebe‘, sei „eine der größten Verschwendungen von Schauspieltalent und Gebührengeldern, die je aus dem Hessischen Rundfunk“ gekommen seien. Die angeblichen „Witzigkeiten“ hätten sich auf einem „erstaunlichen Niveau“ bewegt. Zum Schluss bittet Hupertz: „Liebe Ulrike Krumbiegel, diese Frau Frohwitter kann nicht Ihr Ernst sein. Legen Sie den Fall nieder! Hilfe!“
Die Programmzeitschrift TV Spielfilm vergab die schlechteste Wertung (Daumen nach unten) und befand: „TV-Krimiulk … Altbacken und unwitzig. In Frankfurt kabbelt sich ein neues, ungleiches Ermittlerduo. Lustig ist das nie-nie-nie!“ und zog als Fazit: „Ferschderlischer Stuss mit 1-a-Fehlbesetzung!“.

## Fortsetzung
Unter dem Arbeitstitel Alles Verbrecher – Leiche im Keller entstand im August 2014 ein zweiter Teil mit dem Ermittler-Duo Frohwitter und Petrassi. Die Erstausstrahlung fand am 26. Februar 2015 statt.